# Nimona (película)
Nimona es una película de comedia de aventuras y ciencia ficción fantástica animada por computadora basada en la serie de cómics del mismo nombre de ND Stevenson. Está dirigida por Nick Bruno y Troy Quane y escrita por Marc Haimes. Cuenta con las voces de Chloë Grace Moretz, Riz Ahmed y Eugene Lee Yang.
Originalmente una producción de Blue Sky Studios, antigua subsidiaria de 20th Century Studios, fue programada para ser dirigida por Patrick Osborne, con una fecha de lanzamiento inicial en 2020. A partir de la adquisición de 21st Century Fox por parte de Disney, la producción recibió el rechazo del nuevo liderazgo de Disney debido a los temas LGBTQ de la película, luego de lo cual se retrasó varias veces antes de cancelarse debido al cierre de Blue Sky en abril de 2021.
El 11 de abril de 2022, se anunció que Annapurna Pictures había recuperado el proyecto, con DNEG Animation a cargo de la producción, y reajustado la película para su estreno en 2023 en la plataforma Netflix.

## Reparto de voz
- Chloë Grace Moretz[2] como Nimona
  - Mia Collins como Nimona en su forma de bebé demonio
- Riz Ahmed[2] como Ballister Boldheart
- Eugene Lee Yang[2] como Ambrosius Goldenloin
- Frances Conroy[2] como La directora
- Lorraine Toussaint como Reina Valerin[3]
- Beck Bennett como Sir Thoddeus Sureblade[3]
- RuPaul Charles como Nate Knight[3]
- Indya Moore como Alamzapam Davis[3]
- Julio Torres como Diego[3]
- Sarah Sherman como Coriander Cavaverish[3]
- Karen Ryan como Gloriana
  - Charlotte Aldrich como Gloriana joven
- Cindy Slattery como Syntheya
- Sommersill Tarabek como un analista del instituto
- Lylianna Eugene como Patinece

## Producción
En junio de 2015, 20th Century Fox Animation adquirió los derechos para una adaptación cinematográfica animada de Nimona, un webcómic de ND Stevenson. Patrick Osborne iba a dirigir, a partir de un guion de Marc Haimes.
La película iba a ser producida por la antigua subsidiaria de Fox, Blue Sky Studios, junto con Vertigo Entertainment. En junio de 2017, 20th Century Fox programó el estreno para el 14 de febrero de 2020.

### Adquisición por Disney y retrasos
En marzo de 2019, Disney completó la adquisición de Fox, luego, en mayo de 2019, la película se retrasó hasta el 5 de marzo de 2021. En noviembre de 2019, la película se retrasó nuevamente hasta el 14 de enero de 2022. Hasta 2020 se supo que la película se estrenaría en 2022, Stevenson declaró en junio de 2020 que la película todavía estaba en proceso, y dijo lo mismo en un podcast de agosto de 2020. En agosto de ese mismo año, Den of Geek informó que la película animada aún estaba programada para estrenarse en 2022, pero no dio más detalles, y Deadline informó lo mismo en octubre.

### Cancelación y secuelas
El 9 de febrero de 2021, Disney anunció que cerraría Blue Sky Studios y que se canceló la producción de la película.
Tras el anuncio, Stevenson dijo que era un «día triste» y que deseaba lo mejor para todos los que trabajaban en Blue Sky Studios, mientras que Osborne dijo que estaba "realmente desconsolado" porque el estudio estaba cerrando sus puertas. El comentarista de Webcomics, Gary Tyrrell, criticó la decisión y dijo: "[Disney] podría haber permitido un tipo muy diferente de heroína joven. . . Me lamento por aquellos que habrían encontrado una visión de sí mismos en una versión animada". Empleados anónimos de Blue Sky entrevistados por Business Insider lamentaron la cancelación de la película, calificándola de "desgarradora", argumentando que la película "no se parecía a nada más en el mundo animado" y diciendo que creen que nunca "será terminado y liberado". La película iba a ser el primer uso de Blue Sky's Conduit, un sistema que permitía a los artistas "encontrar, rastrear, versionar y controlar la calidad de su trabajo".  Si se hubiera hecho, habría sido la primera película de Blue Sky con representación LGBT, ya que algunos miembros del personal confirmaron a BuzzFeed News que la película tenía una escena de "Te amo" entre Ballister Blackheart y Ambrosius Goldenloin.
Las fuentes le dijeron a CBR que la película estaba "75 % completa". Un miembro del personal declaró que antes de ser cancelada, la película estaba "en camino" de terminarse en octubre de 2021.  
En marzo de 2021, se informó que Chloë Grace Moretz y Riz Ahmed interpretarían a Nimona y Ballister Blackheart, respectivamente, y que la película se estaba comprando en otros estudios para completarla. En junio de 2021, Mey Rude, escritora de Out, dijo que todavía tenía "la esperanza de que esta película... encuentre el camino de regreso a la vida de alguna manera".
En marzo de 2022, en medio de la controversia de la participación de Disney en el proyecto de ley "Don't Say Gay" de Florida y la falta de críticas del director ejecutivo Bob Chapek hasta después de que se aprobó el proyecto de ley, tres exmiembros del personal de Blue Sky declararon que la película recibió rechazo del liderazgo de Disney. centrado en los temas LGBT de la película y un beso entre personas del mismo sexo.

### Renacimiento
El 11 de abril de 2022, se anunció que Annapurna Pictures había elegido a Nimona a principios de año y la lanzaría en Netflix en 2023. El elenco de voces también se mantuvo, con la incorporación de Eugene Lee Yang como Ambrosius Goldenloin.  Nick Bruno y Troy Quane fueron anunciados como los nuevos directores de la película, habiendo dirigido previamente la última película de Blue Sky, Spies in Disguise (2019). Quane comenzó a trabajar en la película en marzo de 2020. Bruno y Quane estuvieron muy involucrados en la película, actuando como directores, según un miembro del personal de Blue Sky. Se anunció que DNEG Animation se hizo cargo de la animación de la película al mismo tiempo que la adquisición de Netflix/Annapurna. Mucho de lo que hizo Blue Sky permanece intacto, ya que Netflix y Annapurna no comenzaron desde cero. La producción finalizó el 1 de octubre de 2022.

## Recepción

### Crítica
Recibió reseñas generalmente positivas de parte de la crítica y de la audiencia. En el sitio web agregador de reseñas Rotten Tomatoes, la película posee una aprobación de 95 %, basada en 92 reseñas, con una calificación de 7.9/10 y un consenso crítico que dice «Aprovechando una rica vena emocional con su espléndida animación y reflexiva alegoría, Nimona es una aventura animada profundamente adorable». De parte de la audiencia tiene una aprobación de 91 %, basada en más de 2500 votos, con una calificación de 4.5/5.
El sitio web Metacritic le otorgó una puntuación de 75 de 100, basada en 17 reseñas, indicando «reseñas generalmente favorables», mientras que en la página web FilmAffinity la película tiene una calificación de 7.1/10, basada en 2506 votos.

## Premios y nominaciones
| Premio                                                           | Fecha                   | Categoría                                         | Nominado           | Resultado | Ref.   |
| ---------------------------------------------------------------- | ----------------------- | ------------------------------------------------- | ------------------ | --------- | ------ |
| Premios de la Asociación de Críticos de Cine de Washington D. C. | 10 de diciembre de 2023 | Mejor película animada                            | Nimona             | Nominada  | [ 42 ] |
| Astra Film Awards                                                | 6 de enero de 2024      | Mejor película animada                            | Nimona             | Pendiente | [ 43 ] |
| Premios de la Crítica Cinematográfica                            | 14 de enero de 2024     | Mejor película de animación                       | Nimona             | Pendiente | [ 44 ] |
| Indiana Film Journalists Association                             | 18 de diciembre de 2023 | Mejor película animada                            | Nimona             | Nominada  | [ 45 ] |
| Indiana Film Journalists Association                             | 18 de diciembre de 2023 | Mejor interpretación de voz/captura de movimiento | Chloë Grace Moretz | Nominada  | [ 45 ] |
| Michigan Movie Critics Guild Awards                              | 4 de diciembre de 2023  | Mejor película animada                            | Nimona             | Nominada  | [ 46 ] |
| Utah Film Critics Association                                    | 6 de enero de 2024      | Mejor película animada                            | Nimona             | Pendiente | [ 47 ] |
| San Diego Film Critics Society                                   | 19 de diciembre de 2023 | Mejor película animada                            | Nimona             | Nominada  | [ 48 ] |